# Чернушка (приток Азанки)
Чернушка — река в России, протекает в Тавдинском городском округе Свердловской области. Река вытекает из болота Чеиково, устье реки находится в 37 км по левому берегу реки Азанка (приток Тавды). Длина реки составляет 17 км.
Справа в Чернушку впадает Шумок.

## Данные водного реестра
По данным государственного водного реестра России относится к Иртышскому бассейновому округу, водохозяйственный участок реки — Тавда от истока и до устья, без реки Сосьва от истока до водомерного поста у деревни Морозково, речной подбассейн реки — Тобол. Речной бассейн реки — Иртыш.
По данным геоинформационной системы водохозяйственного районирования территории РФ, подготовленной Федеральным агентством водных ресурсов:
- Код водного объекта в государственном водном реестре — 14010502512111200013127
- Код по гидрологической изученности (ГИ) — 111201312
- Код бассейна — 14.01.05.025
- Номер тома по ГИ — 11
- Выпуск по ГИ — 2